# Lambel

Armes dels comtes d'Anjou: «D'atzur, sembrat de flors de lis d'or; ressaltant al cap un lambel de gules»

Un  lambel  és un moble heràldic generalment posat al cap de l'escut i sovint emprat com a brisura.

La paraula «lambel» és un terme francès derivat d'un antic mot gal, «label», que designava un manat de cintes que decoraven el casc de l'armadura. 
| « | Penjava al darrere i servia per distingir els fills del seu pare, perquè només en duien aquells que no eren casats, cosa que va ocasionar que se'n fessin brisures de les armories dels fadristerns. | » |

Armes antigues de Clermont-en-Beauvaisais (de 1218 a 1252): «D'atzur, sembrat de flors de lis d'or; ressaltant al cap un lambel antic de cinc penjants de gules»

## Aspecte
Un lambel està compost per una travessa horitzontal, anomenada fil, de la qual pengen unes peces anomenades penjants. Habitualment, el nombre de penjants és de tres, i si no és el cas cal especificar-ho en el blasonament. Segons un ampli consens, el fil no toca les vores de l'escut, i els penjants són de forma trapezoïdal (o triangular, com diuen alguns). J.B. Rietstap, en el seu Armorial General de 1887, comenta tanmateix que «A l'edat mitjana els penjants eren bastant llargs, no eren triangulars sinó que conservaven la mateixa amplada sobre tota la seva longitud, i el fil es perdia en els flancs de l'escut». Tal com assenyala Armand de Fluvià, «Antigament, i encara a l'heràldica anglesa, la travessa tocava les vores de l'escut i els penjants eren rectangulars», per la qual cosa el lambel antic es considera una peça heràldica més que no pas un moble.

Armes dels senyors de Beaujeu: «D'or, un lleó de sable armat i lampassat de gules; ressaltant sobre el tot, un lambel de cinc penjants de gules»

## Ús
El lambel generalment està situat al cap, llevat d'excepcions. Una d'aquestes excepcions, per exemple, són les armories dels senyors de Beaujeu, on el lambel està posat a la part central de l'escut. En aquest cas, es diu que el lambel està ressaltant sobre el tot.
Com ja s'ha comentat més amunt, en l'heràldica moderna es tracta d'un moble abscís, que no toca les vores del camp heràldic.
En principi, servia de brisura per als hereus de son pare. A la mort del pare, el fill més gran, l'hereu, prenia possessió de l'herència, que incloïa les armories. El lambel anava, doncs, a l'escut del fill menor, el cabaler o fadristern. Consegüentment, les famílies descendents dels fadristerns acostumaven a portar el lambel damunt el seu escut, que va acabar sent la brisura més utilitzada a França.